# Communauté de communes des Coteaux de Gascogne
La communauté de communes des Coteaux de Gascogne est une ancienne communauté de communes française, située dans le département 
du Gers.

## Historique
Le 1er janvier 2010 elle fusionne avec la Save Lisloise  pour devenir communauté de communes de la Gascogne Toulousaine.

## Composition
Les communes qu'elle rassemble sont situées à l'est de L'Isle-Jourdain et orientées vers la vallée de la Garonne.
Elle est composée des communes suivantes :
1. Lias
2. Pujaudran
3. Ségoufielle

## Sources
- Le SPLAF (Site sur la Population et les Limites Administratives de la France)
- La base ASPIC